# Campeonato Alemán de Fútbol 1932
El Campeonato Alemán de Fútbol 1932 fue la 25.ª edición de dicho torneo.

## Fase final

### Octavos de final
| FC Núremberg | 5 – 2 | Borussia Fulda |

| Hamburgo SV | 3 – 1 | VfL Benrath |

| Bayern Múnich | 4 – 2 | SC Minerva 93 |

| FC Schalke 04 | 5 – 4 t.s. | Plauener SuBC |

| Hindenburg Allenstein | 0 – 6 | Eintracht Fráncfort |

| Tennis Borussia Berlin | 3 – 0 | Viktoria Stolp |

| Breslauer SC 08 | 1 – 4 | Holstein Kiel |

| PSV Chemnitz | 5 – 1 | Beuthener SuSV |

### Cuartos de final
| FC Schalke 04 | 4 – 2 | Hamburgo SV |

| Holstein Kiel | 0 – 4 | FC Núremberg |

| Eintracht Fráncfort | 3 – 1 | Tennis Borussia Berlin |

| PSV Chemnitz | 2 – 4 | Bayern Múnich |

### Semifinales
| Bayern Múnich | 2 – 0 | FC Núremberg |

| Eintracht Fráncfort | 2 – 1 | FC Schalke 04 |

### Final
| Bayern Múnich | 2 – 0 | Eintracht Fráncfort |

|                                 |
| Campeón Bayern Múnich 1° título |

## Goleadores
|    | Jugador        | Equipo              | Goles |
| -- | -------------- | ------------------- | ----- |
| 1° | Karl Ehmer     | Eintracht Fráncfort | 7     |
| 2° | Erwin Helmchen | PSV Chemnitz        | 5     |
| 3° | Oskar Rohr     | FC Bayern Múnich    | 5     |
| 4° | Emil Rothardt  | FC Schalke 04       | 4     |
| 5° | Georg Friedel  | FC Núremberg        | 3     |